# NGC 4082
NGC 4082 é uma galáxia lenticular (S0) localizada na direcção da constelação de Virgo. Possui uma declinação de +10° 40' 15" e uma ascensão recta de 12 horas, 05 minutos e 11,4 segundos.
A galáxia NGC 4082 foi descoberta em 25 de Março de 1865 por Albert Marth.